# Paul-Henri Sandaogo Damiba
Paul-Henri Sandaogo Damiba (* 2. ledna 1981) je burkinafaský vojenský důstojník, který sloužil jako prozatímní prezident Burkiny Faso od 31. ledna 2022 do 30. září 2022, kdy byl svržen při vojenském převratu svým vlastním kolegou Ibrahimem Traorém. Damiba se dostal k moci pouhých osm měsíců předtím, 24. ledna 2022, kdy při převratu odstranil tehdejšího prezidenta Rocha Marca Christiana Kaborého.

## Mládí a vzdělání
Paul-Henri Sandaogo Damiba absolvoval vojenskou školu (École militaire) v Paříži. Během studií se seznámil s budoucím guinejským prezidentem Mamadym Doumbouyou, který zde rovněž studoval. Získal magisterský titul v kriminologii na Conservatoire national des arts et métiers (CNAM) v Paříži a certifikaci obranného experta v oblasti řízení, velení a strategie. V letech 2010 až 2020 se účastnil výcvikových cvičení ve Spojených státech.

## Vojenská kariéra
Damiba je podplukovník a velitel třetí vojenské oblasti v Burkině Faso, která zahrnuje města Ouagadougou, Manga, Koudougou a Fada N'Gourma. Dříve byl členem Regimentu prezidentské bezpečnosti (Régiment de sécurité présidentielle, RSP), bývalé prezidentské gardy Blaise Compaorého. Z RSP odešel v roce 2011 po vojenské vzpouře. V roce 2019 svědčil v procesu s organizátory převratu z roku 2015, který krátce svrhl přechodnou vládu Burkiny Faso.
Damiba si získal popularitu díky svému zapojení do boje proti džihádistickému povstání v Burkina Faso. V minulosti prosazoval, aby vláda najala žoldnéře ze Wagnerovy skupiny k boji proti islamistickým povstalcům. Vláda tehdejšího prezidenta Rocha Marca Kaborého však tento návrh striktně odmítla, protože se obávala odcizení západních spojenců.
Koncem roku 2021 džihádisté přepadli základnu četnictva v Inatě a zabili 49 četníků a čtyři civilisty. Po útoku vypukly protesty které ještě zesílily poté, co vyšlo najevo, že četníci v Inatě dva týdny před útokem nedostali příděly potravin a aby přežili, museli porážet zvířata v okolí. Kvůli skandálu rezignovalo nebo bylo odvoláno několik vládních činitelů. Kaboré následně jmenoval Damibu do čela ministerstva pro protiteroristické operace, které mělo zajistit bezpečnost východní Burkiny Faso a hlavního města.
Damiba absolvoval řadu výcvikových programů financovaných Spojenými státy. Mezi lety 2010 a 2020 se zúčastnil společných vojenských cvičení Flintlock Joint Combined Exchange Training, která zahrnovala také školení o lidských právech a pravidlech vedení ozbrojených konfliktů. V roce 2013 absolvoval kurz African Contingency Operations Training and Assistance, financovaný americkým ministerstvem zahraničí. V letech 2013 a 2014 se účastnil Military Intelligence Basic Officer Course for Africa. V letech 2018 a 2019 absolvoval výcvik v Burkině Faso s jednotkou U.S. Defense Department Civil Military Support Element.
V roce 2021 vydal knihu o boji proti islamistům s názvem Západoafrické armády a terorismus: Nejisté odpovědi?

## Převzetí moci a vláda
V lednu 2022 vedl Damiba vojenský převrat, při němž svrhl a zadržel prezidenta Rocha Marca Christiana Kaborého a premiéra Lassinu Zerba. Převrat lidé v Ouagadougou oslavovali, někteří měli ruské vlajky na znamení výzvy k pomoci ze strany Ruska v boji proti islamistickému terorismu. Vojenská junta následně rozpustila Národní shromáždění i vládu a pozastavila platnost ústavy. 31. ledna však byla ústava obnovena a Damiba byl jmenován prozatímním prezidentem.
Jako vůdce Vlasteneckého hnutí za ochranu a obnovu (Mouvement patriotique pour la sauvegarde et la restauration, MPSR) slíbil zlepšení bezpečnosti a postupný návrat k civilní vládě. Nicméně, jeho režim nedokázal porazit džihádisty, kteří naopak rozšířili svou kontrolu na 40 % území Burkiny Faso. Nespokojenost v armádě rostla, jelikož mnozí důstojníci se domnívali, že Damiba neklade na boj s povstalci dostatečný důraz. V září 2022, po několika větších útocích džihádistů, odvolal Damiba ministra obrany Aimého Barthélémyho Simporého a funkci převzal sám. Jmenoval také nového ministra pro obranu, plukovníka Silase Keitu. Tyto změny však nespokojené části armády dostatečně neuspokojily.

### Pád
Dne 30. září 2022 byl Damiba svržen skupinou důstojníků vedenou kapitánem Ibrahimem Traorém. Stalo se tak pouhých osm měsíců po jeho převzetí moci. Podle odborníka na oblast Sahelu Abdula Zanyi Salifua z Univerzity v Calgary byl Damibův pád důsledkem jeho neschopnosti porazit džihádisty, protože právě zlepšení bezpečnosti bylo hlavním důvodem jeho převratu.
Po puči bylo Damibovo místo pobytu neznámé. Nová junta ho obvinila, že se pokusil uprchnout na francouzskou vojenskou základnu Camp Kamboinsin, aby zorganizoval protiútok. Damiba ale tato obvinění odmítl a Traoré později uvedl, že se nedomnívá, že by Francie byla do převratu zapojena. Sama francouzská vláda jakoukoli účast na převratu popřela.
Dne 2. října 2022 bylo oznámeno, že Damiba souhlasil se svou rezignací poté, co mezi ním a Traorém zprostředkovali jednání náboženští a komunitní vůdci. Damiba požadoval sedm záruk, včetně ochrany svých spojenců, záruky osobní bezpečnosti a práv a dodržení závazku k návratu civilní vlády do dvou let, který dal ECOWASu. Traoré s podmínkami souhlasil a Damiba následně odešel do exilu v Togu. Za pomoc při jeho útěku ze země byli v listopadu 2022 zadrženi tři ozbrojení důstojníci.
V červenci 2024 Damiba poslal dopis prezidentu Traorému, v němž vyjádřil obavy z eskalace násilí a možných represí proti civilistům. V září byl Traorého juntou obviněn z organizace údajného dalšího pokusu o převrat, na němž se měly podílet i další vojenské a civilní osobnosti. Byl také spojován s masakrem v Barsaloghu ze srpna 2024, který spáchala džihádistická skupina Jama'at Nasr al-Islam wal-Muslimin (JNIM).

## Veřejný obraz
Damiba se stal známým díky červenému baretu, který nosil při svých projevech, což je považováno za odkaz na burkinského revolucionáře a zakladatele státu Thomase Sankaru, jehož projevy se vyznačovaly podobnou rétorikou jako Damibovy. Za svou činnost v boji s džihádisty získal Damiba částečné uznání již před nástupem do funkce, díky lednovému převratu v roce 2022 však jeho popularita výrazně vzrostla.
Když Damiba prokázal, že není schopen zvládnout povstání, podpora veřejnosti vůči němu prudce klesla. Po jeho svržení v září 2022 se v Ouagadougou shromáždily skupiny aby vyjádřily podporu pučistům.